# Terre del Reno
Terre del Reno es una localidad y nueva comune italiana de la provincia de Ferrara, región de Emilia-Romaña, con 1489 habitantes.

## Historia
El año 2016 empezó el proceso de fusión entre Mirabello y Sant'Agostino, transacción aprobada por el pueblo tras un referéndum popular, que terminó con 1.654 sí contra 1.254 no.